# Marigny-en-Orxois
Marigny-en-Orxois ist eine französische Gemeinde  mit 527 Einwohnern (Stand: 1. Januar 2022) im Département Aisne in der Region Hauts-de-France. Sie gehört zum Arrondissement Château-Thierry und zum Kanton Essômes-sur-Marne. 

## Geografie
Die Gemeinde Marigny-en-Orxois liegt zwölf Kilometer westlich von Château-Thierry. Umgeben wird Marigny-en-Orxois von den Nachbargemeinden Veuilly-la-Poterie im Norden, Bussiares im Norden und Nordosten, Lucy-le-Bocage im Osten, Coupru im Südosten, Bézu-le-Guéry im Süden, Montreuil-aux-Lions im Süden und Südwesten, Dhuisy im Westen sowie Gandelu im Westen und Nordwesten. Durch die Gemeinde führen die Autoroute A4 und die Eisenbahn-Hochgeschwindigkeitsstrecke LGV Est européenne. 

## Bevölkerungsentwicklung
| Jahr                       | 1962 | 1968 | 1975 | 1982 | 1990 | 1999 | 2006 | 2013 | 2022 |
| Einwohner                  | 349  | 330  | 318  | 275  | 337  | 416  | 459  | 473  | 527  |
| Quellen: Cassini und INSEE |      |      |      |      |      |      |      |      |      |

## Sehenswürdigkeiten
- Kirche Sainte-Marie-Madeleine aus dem 12./13. Jahrhundert, seit 1921 Monument historique
- Schloss Marigny-en-Orxois, seit 2003 Monument historique
- Markthalle

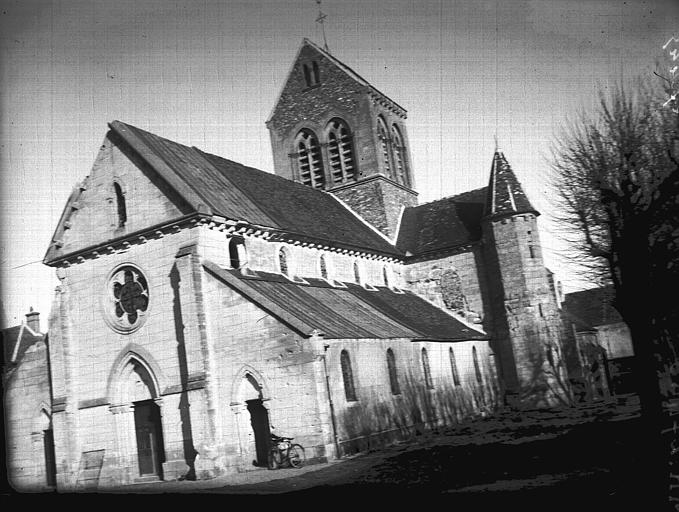
Kirche Sainte-Marie-Madeleine
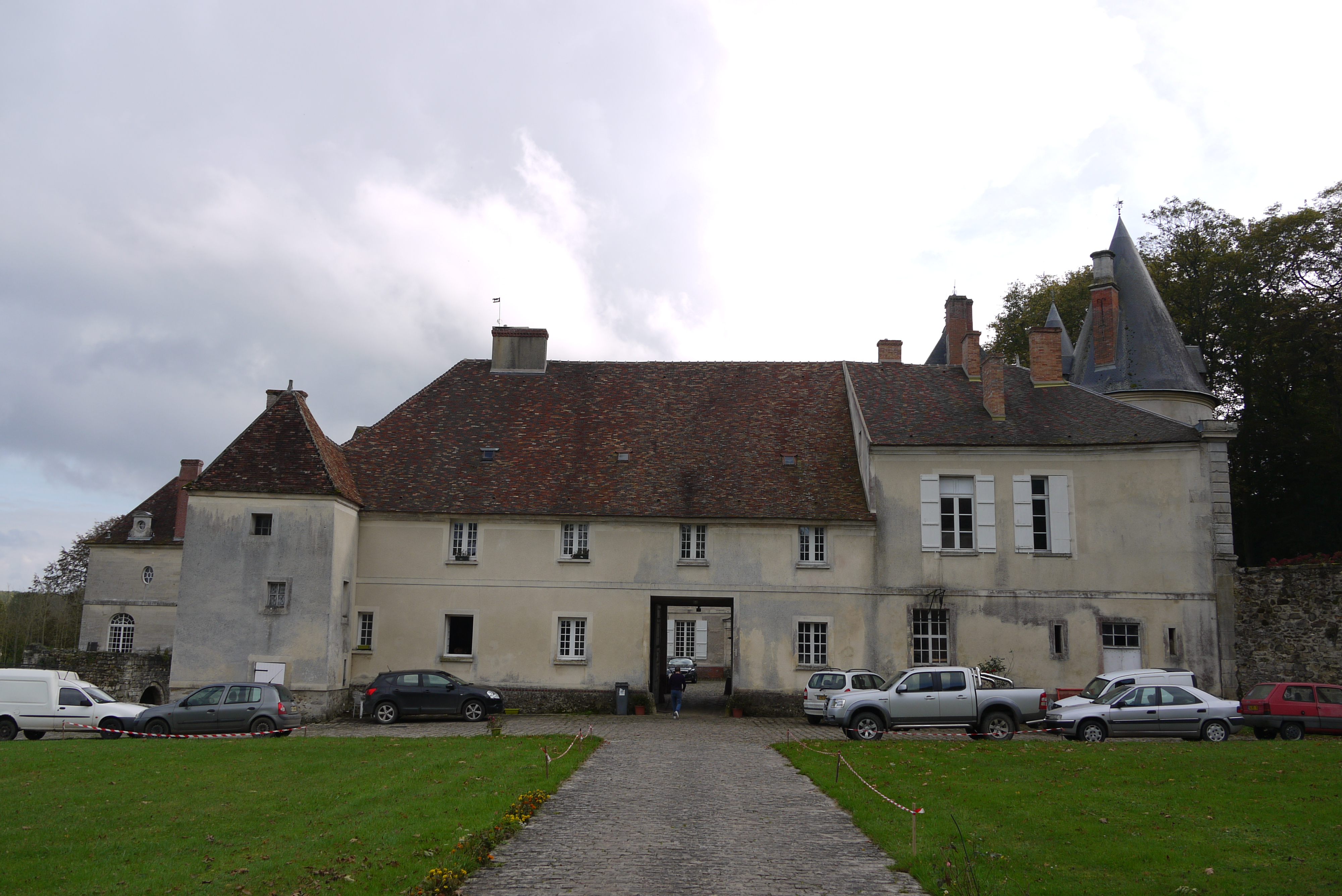
Schloss
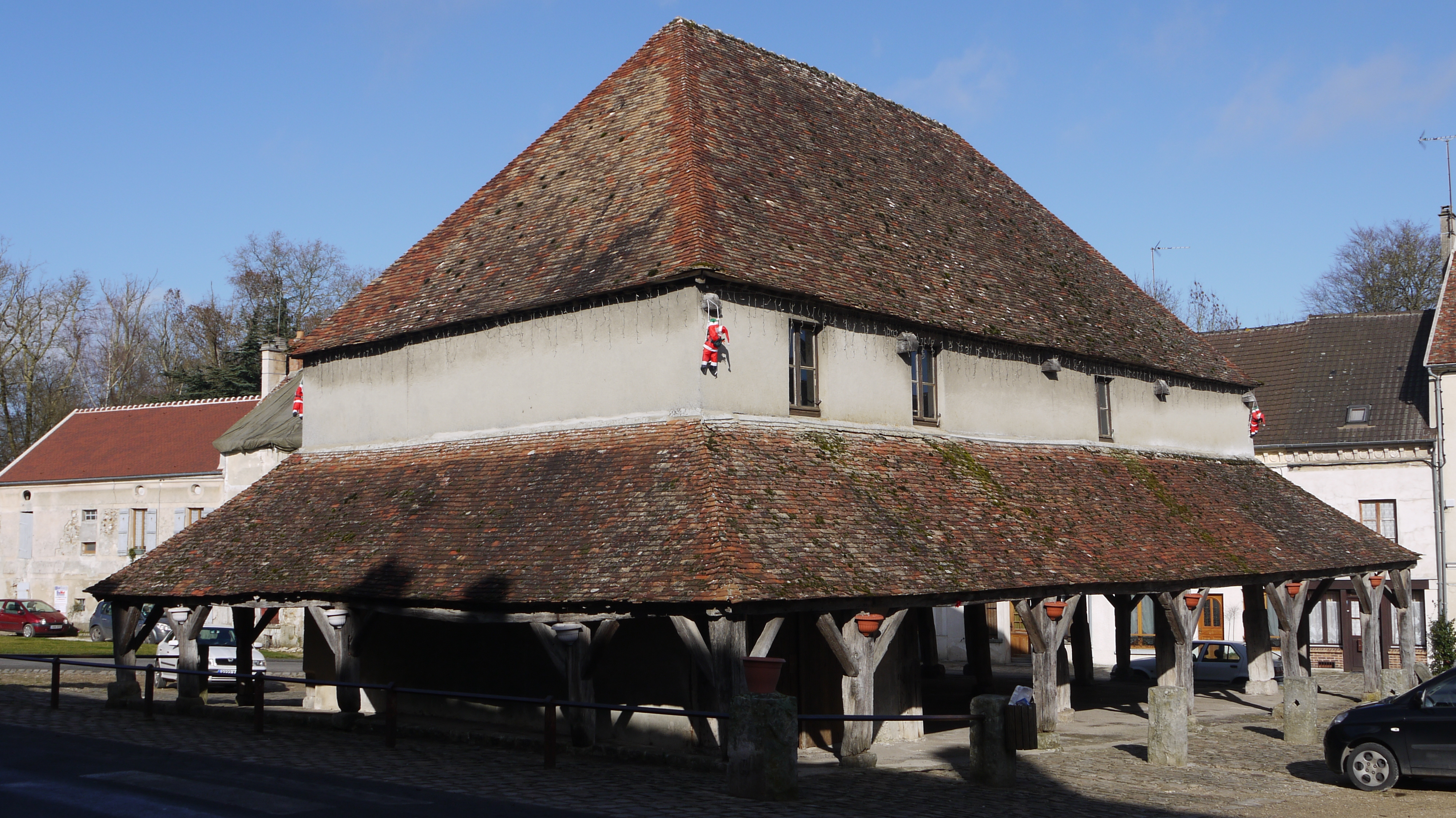
Markthalle